# Gare de Zasulauks
La gare de Zasulauks (en letton : Zasulauka stacija) est une gare ferroviaire de la ligne de Zemitāni à Skulte. Elle est située dans le voisinage Zasulauks du district de Kurzeme à Riga en Lettonie.

## Situation ferroviaire
La gare de Zasulauks est sur la ligne de Torņakalns à Tukums II et sur la Ligne de Zasulauks à Bolderāja (lv). Les gares plus proches sont la gare de Torņakalns (en direction de Riga) et l'arrêt Depo (en direction de Jurmala). 
La gare de Zasulaukas comprend les voies du dépôt de Zasulaukas. Des trains de marchandises traversent Zasulaukas jusqu'à Bolderāja (il existe également un trafic de marchandises de faible intensité en direction de Tukums).

## Histoire
La gare de Zasulauks est ouverte en 1873 lors de la mise en service des lignes ferroviaires Riga-Bolderāja et Riga-Tukums (1877). 
Les deux lignes ferroviaires sont la propriété de la compagnie ferroviaire Riga-Dinaburg, puis elles sont rachetées par l'État en 1894. Le premier bâtiment de la gare de Zasulaukss est rapidement tombé en ruine. Le bâtiment actuel est construit en 1912.
En 1950, la gare de Zasulauks est utilisée pour la circulation des trains électriques, qui débutent leurs circulations sur le tronçon Riga-Dubulti. Le 3 août 1954, le dépôt de locomotives de Zasulauks est mis en service à proximité de la gare de Zasulauks.

## Service des voyageurs

### Accueil
La gare dispose d'une billetterie.

Bâtiment voyageurs
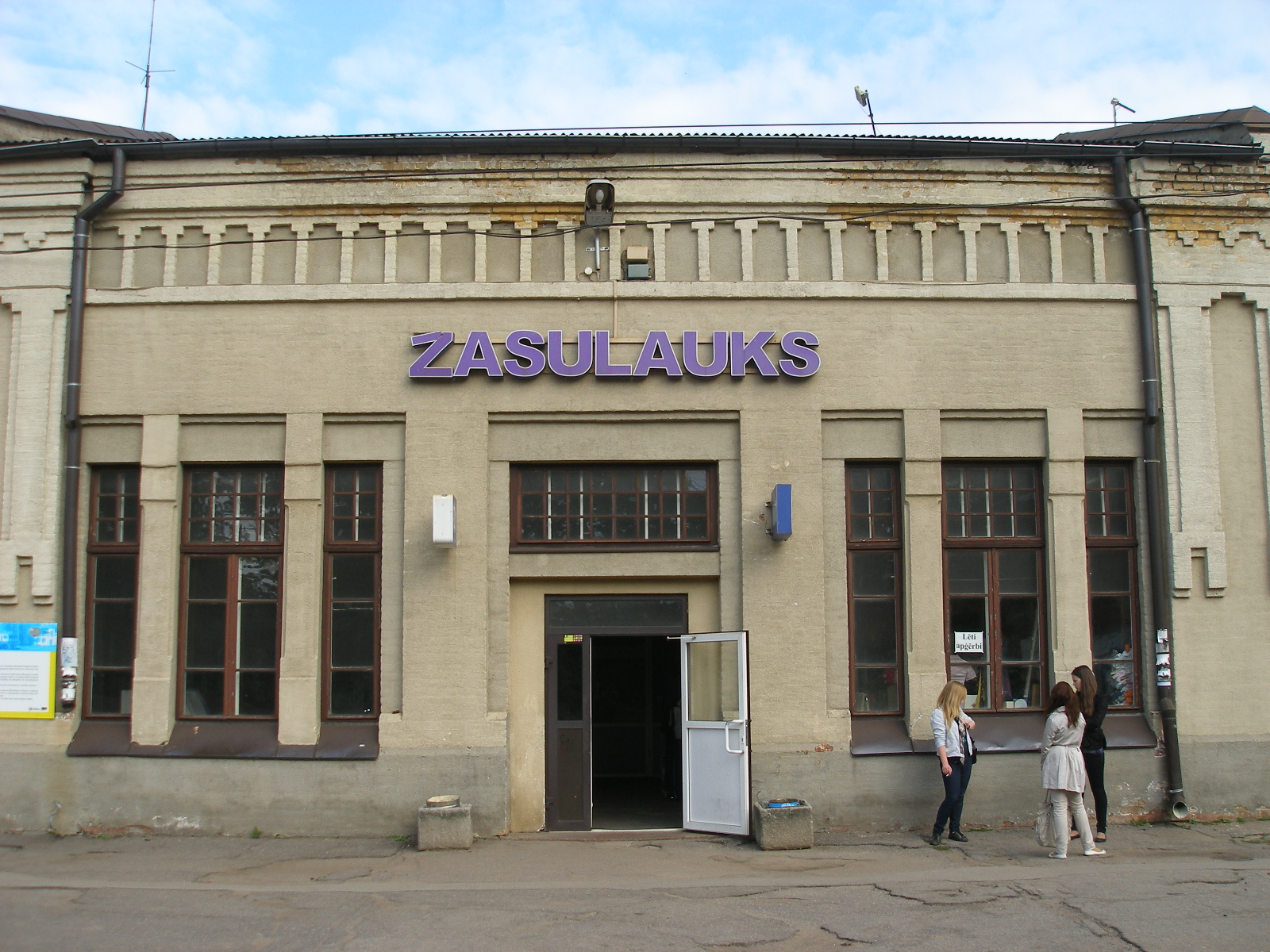
En 2019.
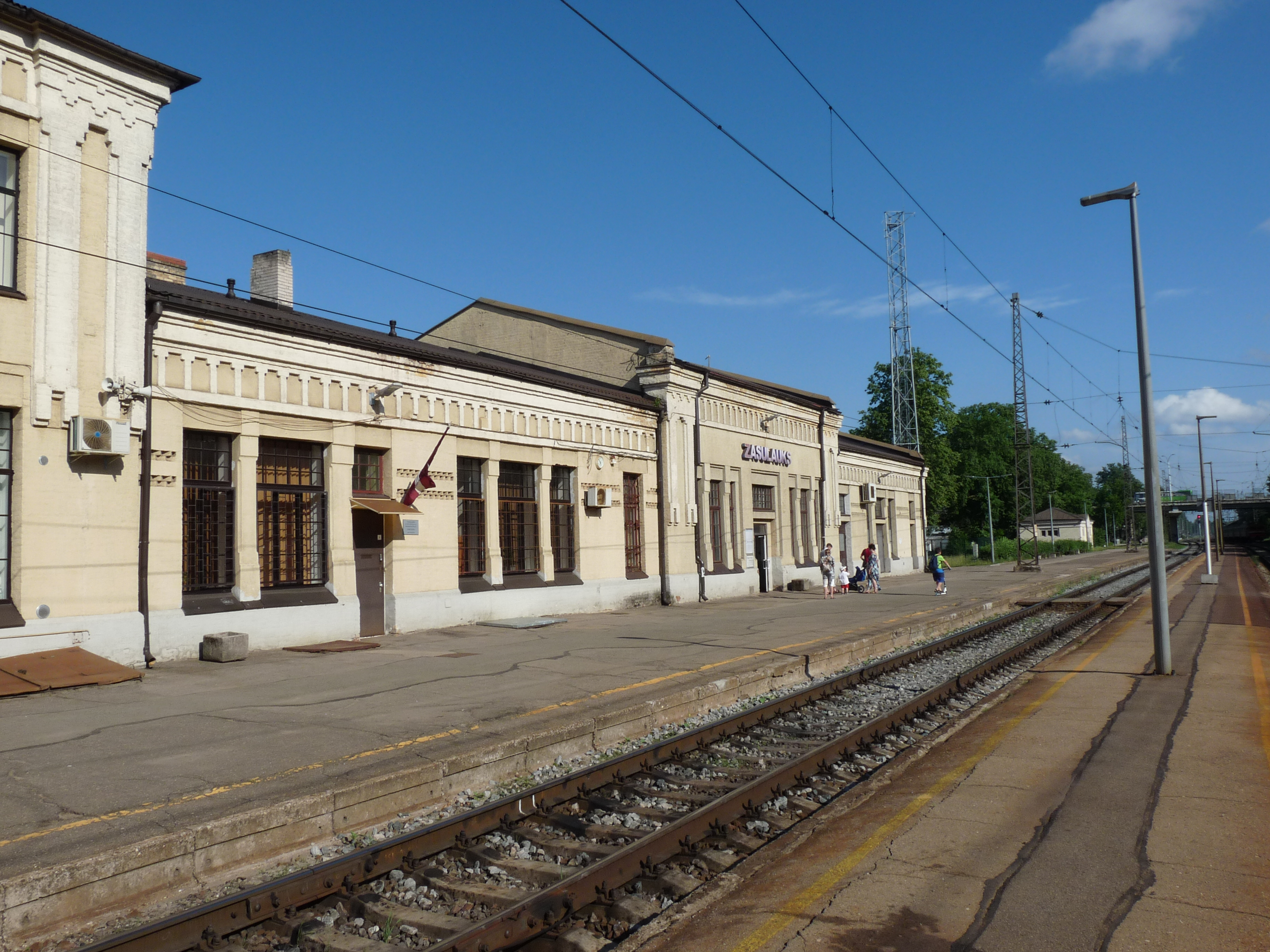
En 2019.

### Desserte
La gare est desservie par le train de voyageurs électrique qui circule sur la ligne de Riga à Tukums.

Desserte
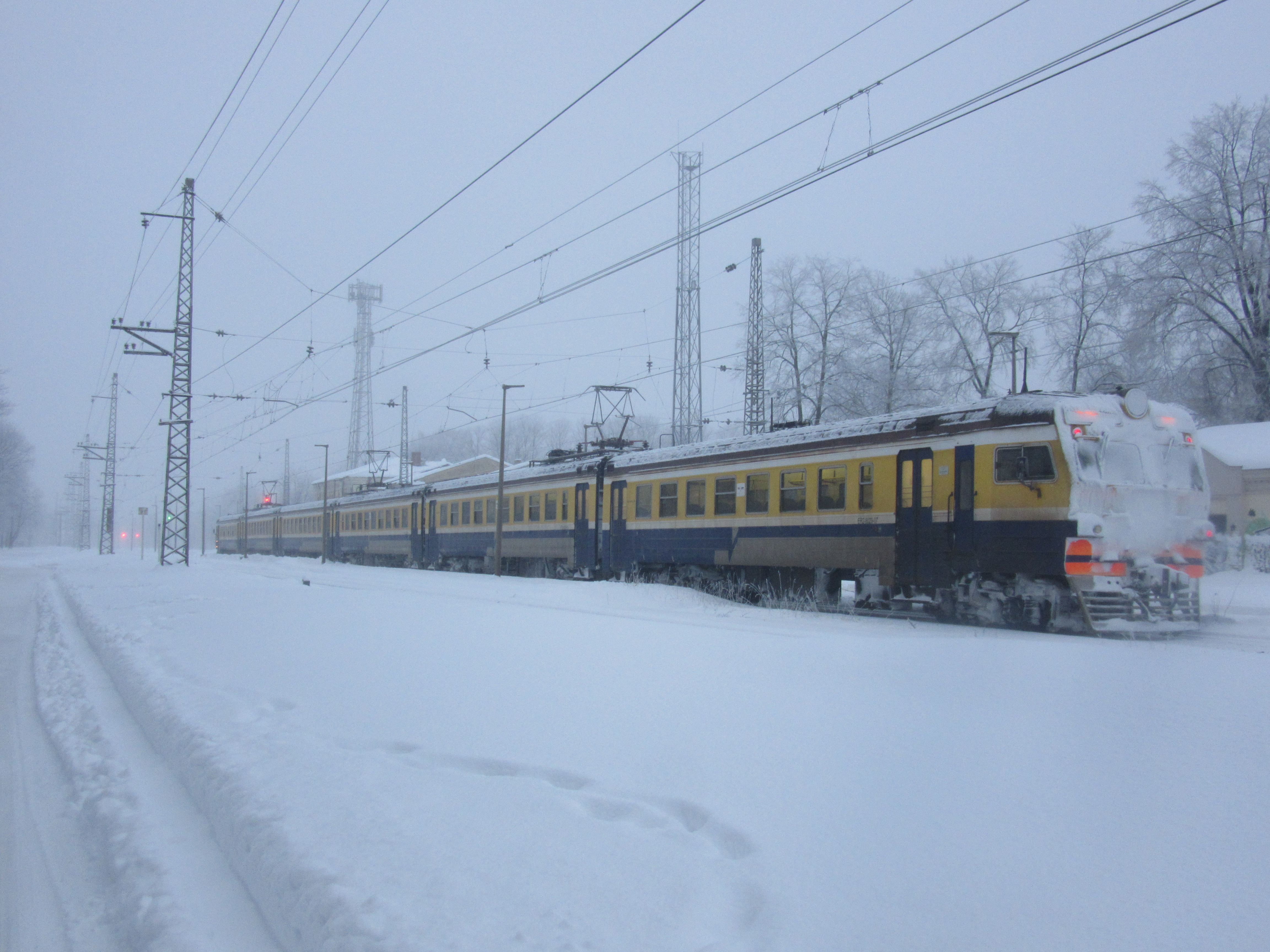
En 2021.
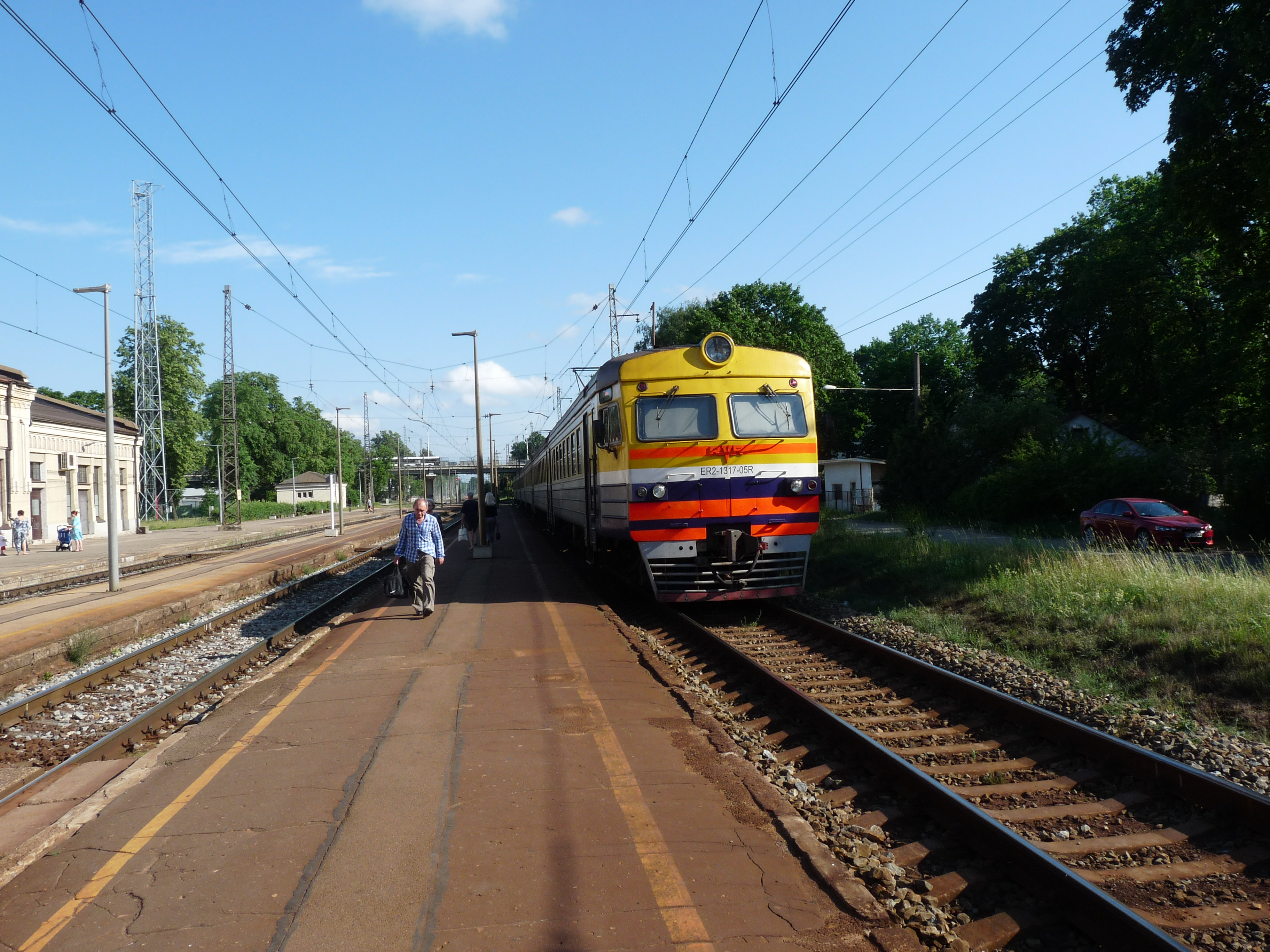
En 2019.
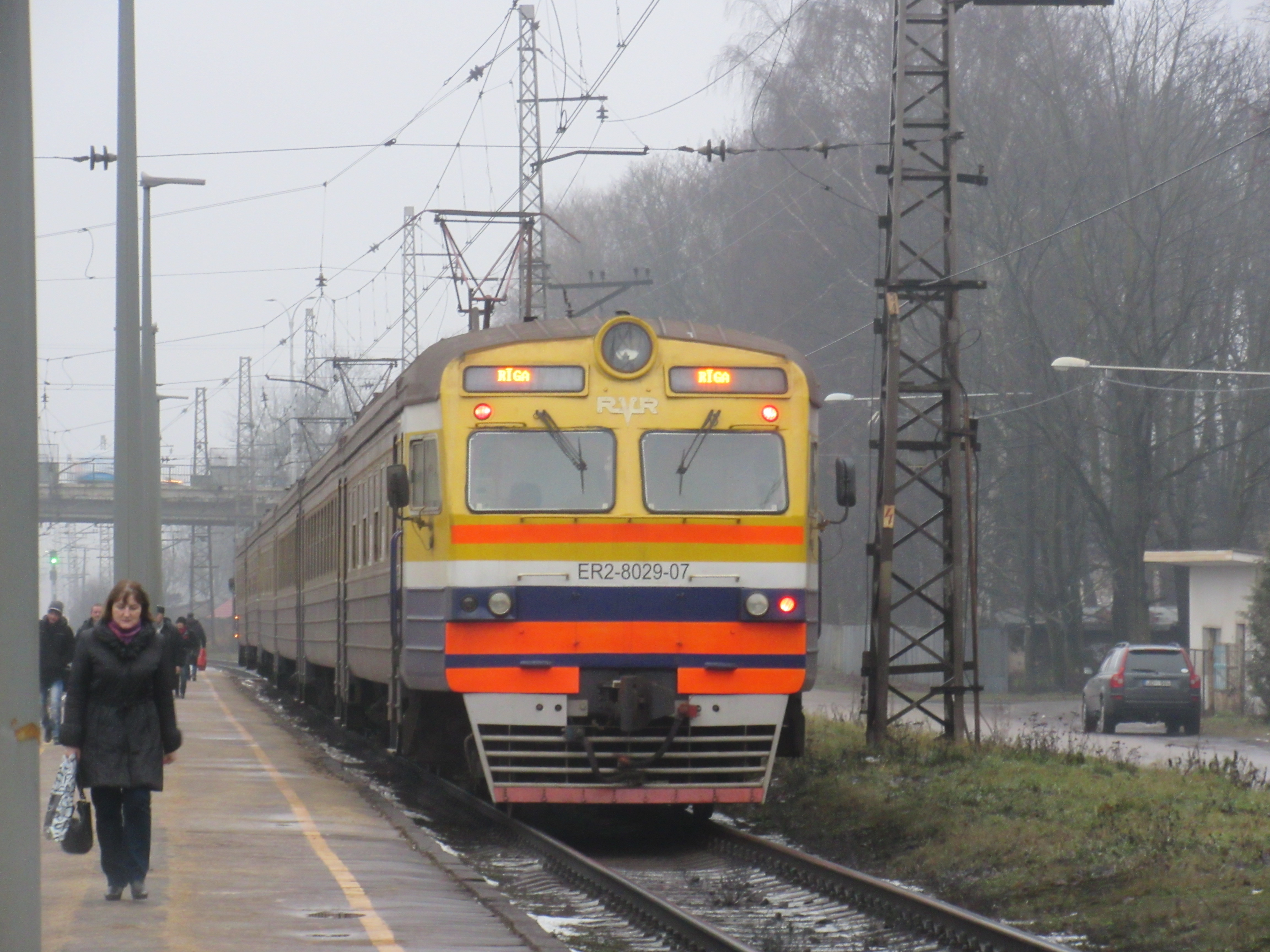
En 2015.

### Intermodalité
- Bus: 	 	22, 35, 56, 63
- Tramway: 2

Le Tramway
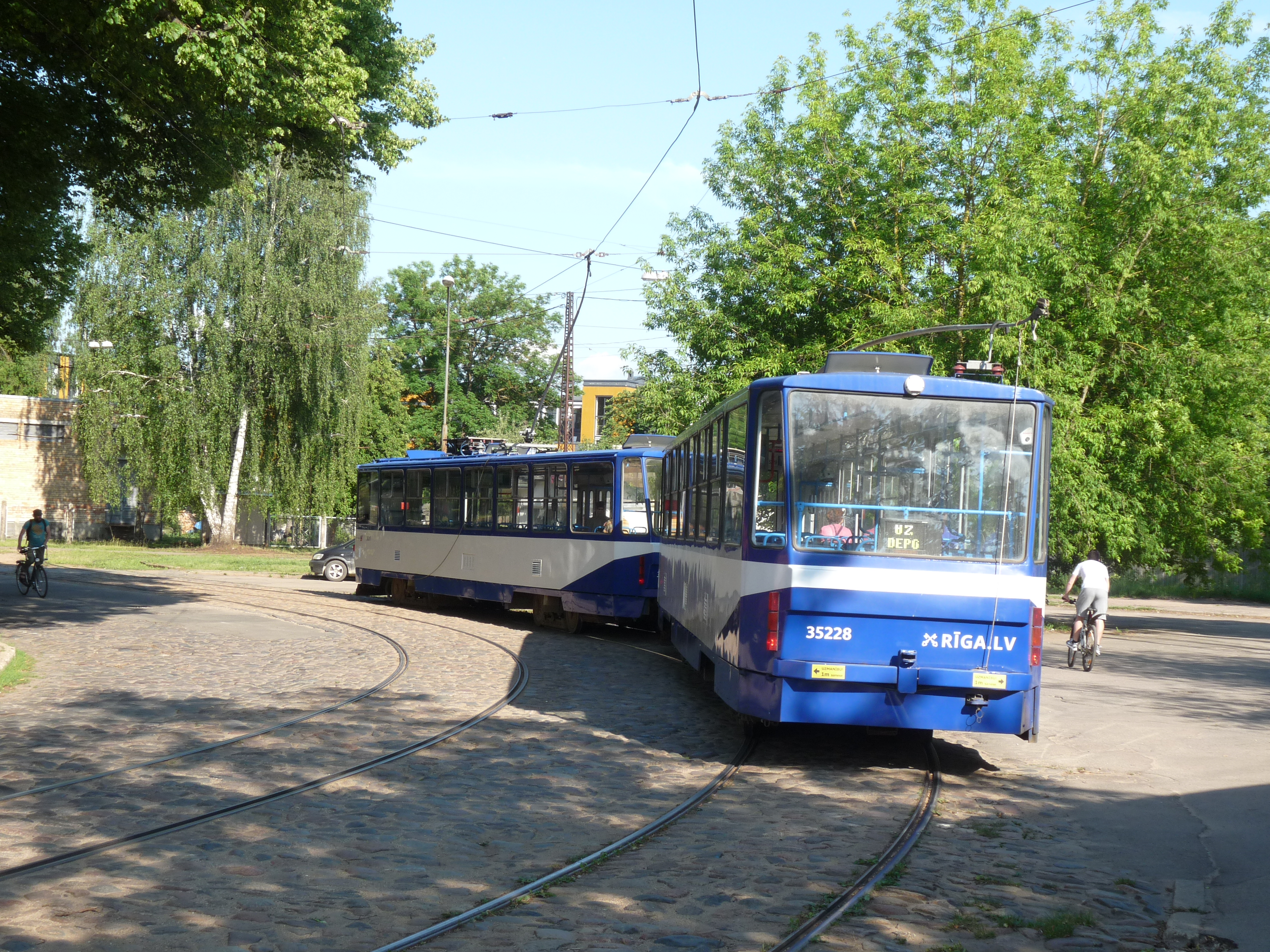
En 2019.
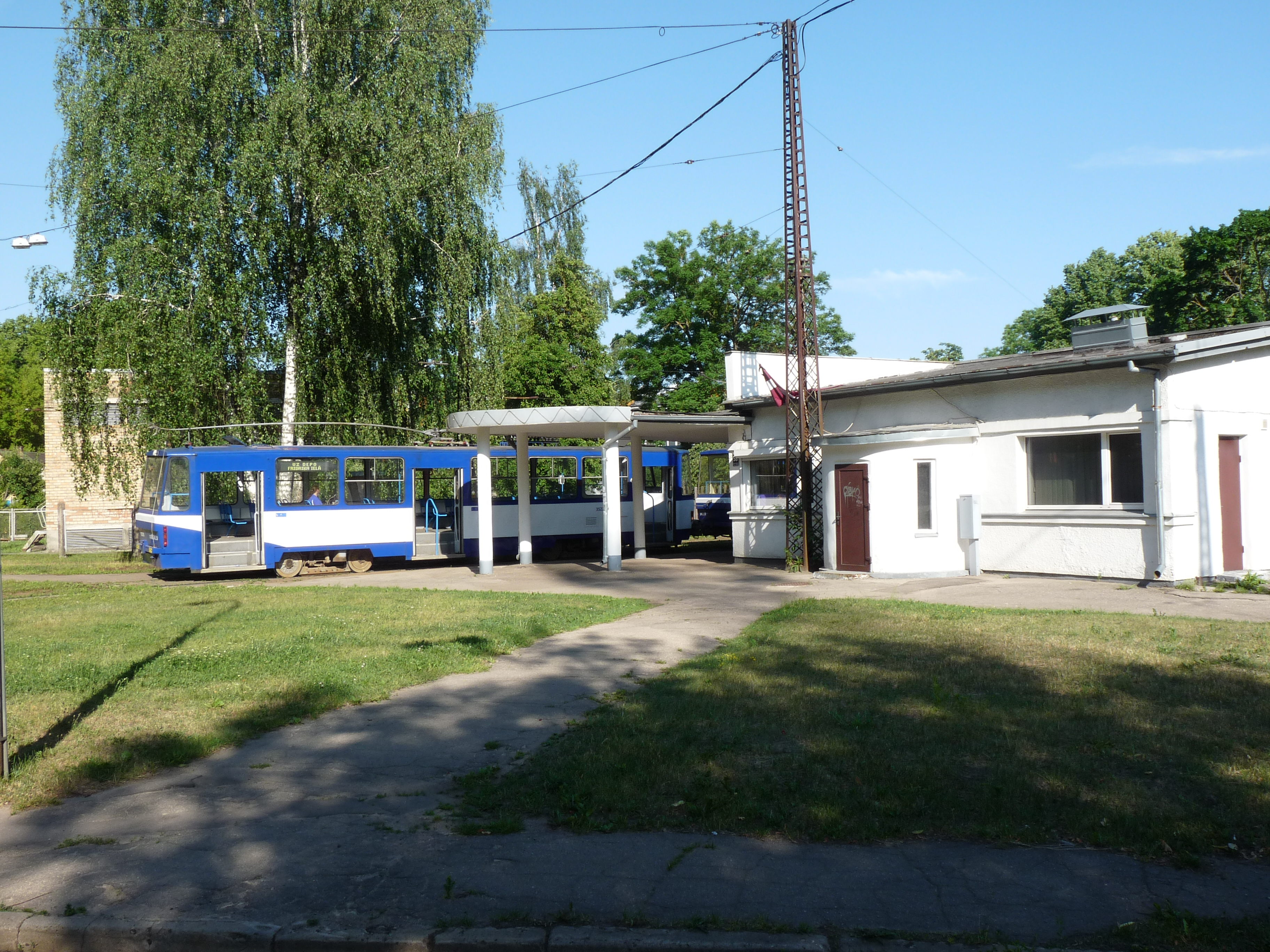
En 2019.

## Projets
Dans le cadre de la construction de la ligne ferroviaire Rail Baltica, la construction d'un passage piéton souterrain d'une largeur de 5 m est prévue à la gare.